# Giustagnana
Giustagnana è una frazione del comune di Seravezza, in provincia di Lucca.
Il nome deriva da Justinus o Justinianus, secondo Silvio Pieri.

## Storia
Il centro abitato trae origine dal coloni lunensi che si sono ivi trasferiti, dopo la deportazione dei 47 000 Liguri Apuani nel Sannio del 180 a.C.
Nel 1333 il paese è riportato essere parte del comune della Cappella.
Nel 1448 i rappresentanti del paese parteciparono alla donazione delle Cave di Seravezza alla famiglia de' Medici.
Durante la seconda guerra mondiale, quando i combattimenti si spostarono sul fronte della linea Gotica, si insediò un comando dell'esercito americano.

## Monumenti e luoghi di interesse
- Chiesa di San Rocco e Genesio[5]

La chiesa è di datazione incerta, ma sembra dalle iscrizioni ivi contenute essere stata costruita agli inizi del Settecento.